# Strafarrest (Deutschland)
Der Strafarrest in Deutschland ist eine nach dem Wehrstrafgesetz (WStG) für Soldaten der Bundeswehr vorgesehene Form des Freiheitsentzugs (§ 9 Abs. 2 S. 1 WStG). 2015 wurde er nur zweimal verhängt. Er unterscheidet sich vom Disziplinararrest nach der Wehrdisziplinarordnung (WDO). 
Das Höchstmaß des Strafarrestes ist sechs Monate, das Mindestmaß zwei Wochen (§ 9 Abs. 1 WStG). Im Vollzug soll der Soldat, soweit tunlich, in seiner Ausbildung gefördert werden (§ 9 Abs. 2 S. 2 WStG). Die Vollstreckung des Strafarrestes verjährt in zwei Jahren (§ 9 Abs. 3 WStG).
Ist wegen einer Tat, die ein Soldat während der Ausübung des Dienstes oder in Beziehung auf den Dienst begangen hat, eine Geldstrafe bis zu 180 Tagessätzen verhängt, so ist die Ersatzfreiheitsstrafe Strafarrest. Zwei Tagessätzen entspricht ein Tag Strafarrest (§ 11 WStG).
Auf Strafarrest ist zu erkennen, wenn erstens auf Geldstrafe nicht erkannt werden darf, weil besondere Umstände, die in der Tat oder der Persönlichkeit des Täters liegen, die Verhängung von Freiheitsstrafe zur Wahrung der Disziplin gebieten oder zweitens bei Straftaten von Soldaten die Verhängung einer Freiheitsstrafe, die nach § 47 des Strafgesetzbuches (StGB) unerlässlich ist, auch zur Wahrung der Disziplin geboten, sofern eine Freiheitsstrafe von mehr als sechs Monaten nicht in Betracht kommt (§ 12 WStG).
Das Gericht setzt die Vollstreckung des Strafarrestes unter den Voraussetzungen des § 47 Abs. 1 S 1 StGB zur Bewährung aus, wenn nicht die Wahrung der Disziplin die Vollstreckung gebietet (§ 14a Abs. 1 S. 1 WStG). 
Für den Strafvollzug ist die Bundeswehrvollzugsordnung (BwVollzO) anzuwenden. Im Vollzug soll die Bereitschaft des Soldaten gefördert werden, ein gesetzmäßiges Leben zu führen, namentlich seine soldatischen Pflichten zu erfüllen (§ 2 Abs. 1 BwVollzO). Der Soldat nimmt in der Regel am Dienst teil (§ 2 Abs. 2 BwVollzO).  Der Vollzug wird in militärischen Anlagen und Einrichtungen und, soweit der Soldat am Dienst teilnimmt, bei einer militärischen Einheit oder Dienststelle durchgeführt (§ 3 Abs. 1 BwVollzO). Der Soldat wird von anderen Soldaten getrennt in einem Arrestraum untergebracht, soweit er nicht wegen der Teilnahme am Dienst oder wegen seiner Beschäftigung außerhalb des Arrestraumes eingesetzt wird (§ 3 Abs. 2 BwVollzO).